# Catoblephas

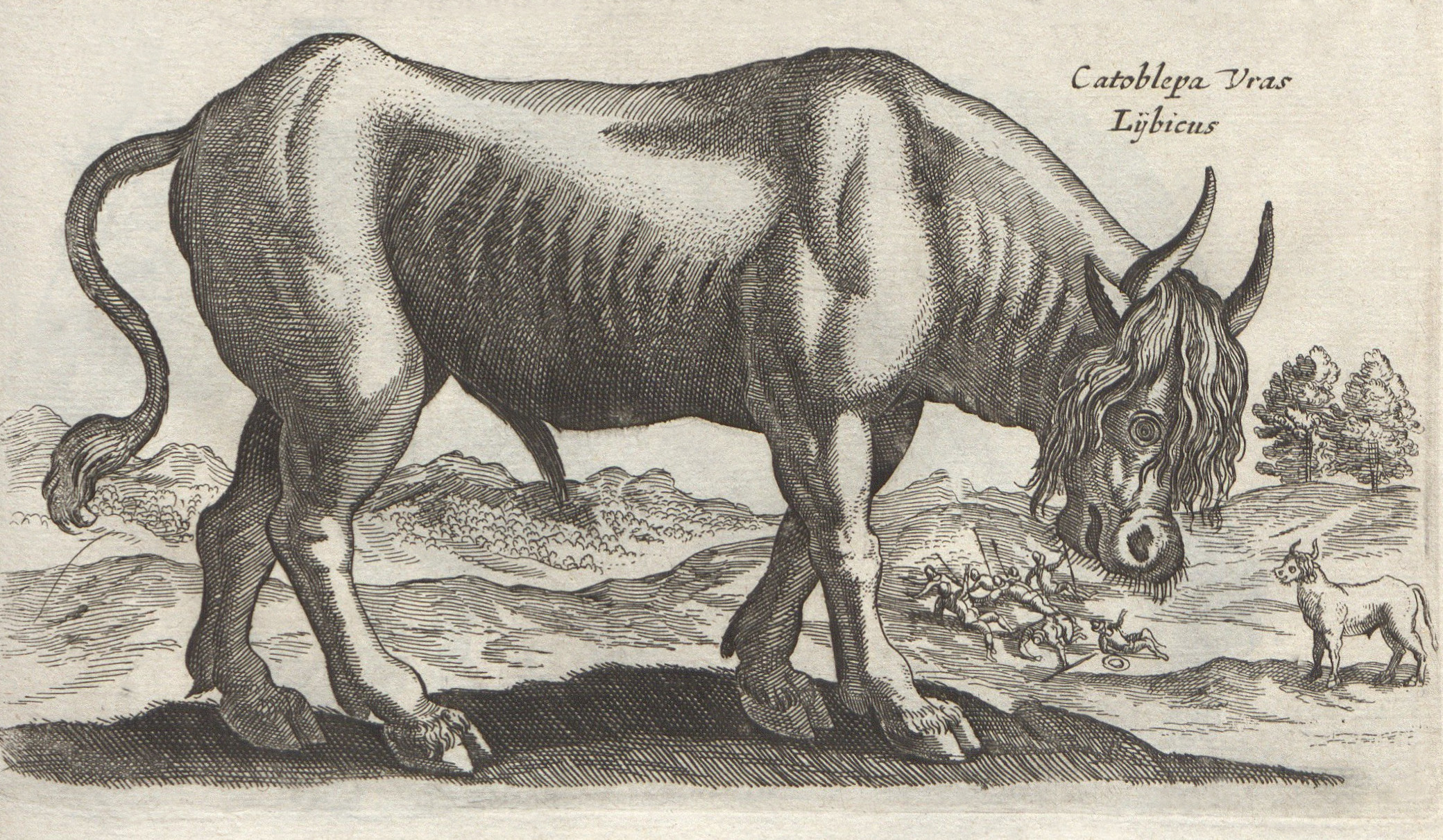
Catoblehas v bestiáři z počátku 17. století

Catoblephas nebo Catoblepas je mytické zvíře, poprvé zmiňované v díle římského učence Plinia Staršího. Později o něm podrobně psal Claudius Aelianus a středověké bestiáře. Měl to být černě zbarvený kopytník připomínající buvola nebo obřího kance, který nosí hlavu stále schýlenou k zemi. Jeho pohled je totiž nebezpečný, může usmrcovat nebo proměňovat v kámen vše, na co se podívá, podobně jako bazilišek nebo gorgona. Živí se výhradně jedovatými rostlinami a má se vyskytovat v Etiopii. Catoblephas vznikl patrně špatným popisem pakoně nebo prasete bradavičnatého.